# Geoffrey Wright
Geoffrey Wright (ur. 1959 w Melbourne) – australijski reżyser i scenarzysta filmowy.
Absolwent Swinburne Film and Television School.
Debiutował reżyserią krótkometrażowego dramatu Lover Boy (1989), który nagrodzono na festiwalach filmowych w Sydney i Melbourne.
Najpopularniejszym filmem Geoffreya Wrighta pozostaje jego pierwszy poważny projekt − dramat Romper Stomper (1992). Film spotkał się z różnorakimi opiniami ze strony krytyków, odnotował wszak sukces kasowy, a dziś uznawany jest za pozycję kultową wśród subkultury skinheadów. W roku 2000 Wright wdarł się w łaski młodzieżowych odbiorców oraz fanów horroru z podgatunku slasher, tworząc Krew niewinnych, gdzie w rolach głównych obsadził Brittany Murphy, Jaya Mohra i Michaela Biehna. Film powstał jako produkcja amerykańska. W 2006 r. dokonał filmowej adaptacji klasycznego Makbeta.

## Filmografia
- 1988: Lover Boy (scenariusz i reżyseria)[2]
- 1992: Romper Stomper (film; scenariusz i reżyseria)[2]
- 1994: Metal Skin (scenariusz i reżyseria)[2]
- 1996: Naked: Stories of Men (reżyseria)[2]
- 2000: Krew niewinnych (reżyseria)[2]
- 2006: Makbet (scenariusz i reżyseria)[2]
- 2018: Romper Stomper (serial; scenariusz i reżyseria)[2]
- 2019: Devotion (reżyseria)[2]

## Nagrody i wyróżnienia
- ????:
  - nagroda na Sydney Film Festival w kategorii najlepszy film krótkometrażowy (Lover Boy)
  - nagroda na Melbourne Film Festival w kategorii najlepszy film krótkometrażowy (Lover Boy)
- 1992:
  - nominacja do nagrody Australijskiego Instytutu Filmowego w kategorii najlepszy reżyser (za Romper Stomper)
- 2000:
  - nagroda na Sitges − Catalonian International Film Festival w kategorii najlepszy reżyser (za Krew niewinnych)
  - nominacja do nagrody na Sitges − Catalonian International Film Festival w kategorii najlepszy film (Krew niewinnych)